# Brójce (gmina)
Pour les articles homonymes, voir Brójce.
Brójce est une gmina (commune) rurale (gmina wiejska) du powiat de Łódź-est, dans la Łódź, dans le centre de la Pologne.
Son siège administratif (chef-lieu) est le village de Brójce, qui se situe environ 18 kilomètres au sud-est de la capitale régionale Łódź.
La gmina couvre une superficie de 69,55 km2 pour une population de 5 399 habitants en 2006.

## Géographie
La gmina inclut les villages et localités de :
- Brójce
- Budy Wandalińskie
- Bukowiec
- Giemzów
- Giemzówek
- Karpin
- Kotliny
- Kurowice
- Leśne Odpadki
- Pałczew
- Posada
- Przypusta
- Stefanów
- Wardzyn
- Wola Rakowa
- Wygoda

### Gminy voisines
La gmina de Brójce est voisine de:

la ville de :
- Łódź

et les gminy:
- Andrespol
- Będków
- Czarnocin
- Koluszki
- Rokiciny
- Rzgów
- Tuszyn

## Administration
De 1975 à 1998, le village était attaché administrativement à l'ancienne voïvodie de Piotrków.

Depuis 1999, il fait partie de la nouvelle voïvodie de Łódź.

## Structure du terrain
D'après les données de 2007, la superficie de la commune de Brójce de 69,02 kilomètres carrés, répartis comme telle :
- terres agricoles : 84 %
- forêts : 7 %

La commune représente 13,81 % de la superficie du powiat.

## Démographie
Données du 30 juin 2004 :
| Description        | Total  | Total | Femmes | Femmes | Hommes | Hommes |
| ------------------ | ------ | ----- | ------ | ------ | ------ | ------ |
| Unité              | Nombre | %     | Nombre | %      | Nombre | %      |
| Population         | 5 301  | 100   | 2 677  | 50,5   | 2 624  | 49,5   |
| Densité (hab./km²) | 76,2   | 76,2  | 38,5   | 38,5   | 37,7   | 37,7   |